# 天主之母堂 (累西腓)
累西腓天主之母堂（葡萄牙语：Igreja Madre de Deus）是一座罗马天主教教堂，位于巴西东北部伯南布哥州首府累西腓旧城的天主之母街（rua Madre de Deus），与之毗邻的原圣斐理伯·內里修院（Convento dos Padres Oratorianos de São Filipe Néri），现在是 Paço Alfândega 购物中心。

## 历史
天主之母堂于1680年获准建造，由安托尼奥·费尔南德斯·德马托斯捐赠土地并建造。1709年教堂建成，立面有两座钟楼。
教堂内部是一个巨大的中殿，两侧设有小堂，有雄伟的石拱门，镀金的正祭台，洛可可风格的雕刻，类似圣母圣衣圣殿（Basílica de Nossa Senhora do Carmo）和聖伯多祿副主教座堂（Concatedral de São Pedro dos Clérigos）。祭衣间（sacristia）被认为是巴西最精彩的，在葡萄牙完成。教堂内还有一些圣像来自原圣体堂（Igreja do Corpo Santo），后者已在累西腓现代化工程中被拆除。